# Guðmundur Þórður Guðmundsson
Guðmundur Þórður Guðmundsson, islandski rokometaš, * 23. december 1960, Rekjevik.
Leta 1984 je na poletnih olimpijskih igrah v Los Angelesu v sestavi islandske rokometne reprezentance osvojil 6. mesto.
Trenutno je selektor islandske rokometne reprezentance.